# SEMA4A
SEMA4A‏ (Semaphorin 4A) هوَ بروتين يُشَفر بواسطة جين SEMA4A في الإنسان.